# John J. Morgan
John Jordan Morgan (* 1770 in Queens, Provinz New York; † 29. Juli 1849 in Port Chester, New York) war ein US-amerikanischer Politiker. Zwischen 1821 und 1825 sowie in den Jahren 1834 und 1835 vertrat er den Bundesstaat New York im US-Repräsentantenhaus.

## Werdegang
John Jordan Morgan wurde ungefähr fünf Jahre vor dem Ausbruch des Unabhängigkeitskrieges in Queens geboren und wuchs dort auf. Er besuchte öffentliche Schulen. Über dies ist nichts weiter über sein Privatleben bekannt. Er saß 1819 in der New York State Assembly. Politisch gehörte er der von Thomas Jefferson gegründeten Demokratisch-Republikanischen Partei an. Bei den Kongresswahlen des Jahres 1820 wurde Jordan im zweiten Wahlbezirk von New York in das US-Repräsentantenhaus in Washington, D.C. gewählt, wo er am 4. März 1821 die Nachfolge von Peter H. Wendover und Henry Meigs antrat, welche zuvor zusammen den zweiten Distrikt im US-Repräsentantenhaus vertraten. Als Folge einer Zersplitterung seiner Partei vor und während der Präsidentschaft von John Quincy Adams (1825–1829) wechselte seine politische Zugehörigkeit zu der Jacksonian-Fraktion. Bei den Kongresswahlen des Jahres 1822 wurde Jordan im dritten Wahlbezirk von New York in das US-Repräsentantenhaus gewählt, wo er am 4. März 1823 die Nachfolge von Jeremiah H. Pierson antrat. Da er auf eine Wiederwahl im Jahre 1824 verzichtete, schied er nach dem 3. März 1825 aus dem Kongress aus. Er wurde allerdings am 1. Dezember 1834 in das US-Repräsentantenhaus wiedergewählt, um dort die Vakanz zu füllen, die durch den Tod von Cornelius Van Wyck Lawrence entstand. Seine Amtszeit endete am 3. März 1835. Danach saß er in den Jahren 1836 und 1840 wieder in der New York State Assembly. Er verstarb am 29. Juli 1849 in Port Chester und wurde dann auf dem Trinity Church Cemetery in New York City beigesetzt. Sein Schwiegersohn war der US-Senator John Adams Dix.